# AlterVista
AlterVista est une plateforme logicielle en ligne gratuite qui facilite la création, la gestion et l'hébergement d'un blog ou d’un site web.  

## Historique
La société, créée en 2000 par un étudiant, Gianluca Danesin, est reprise par la société italienne ePrice (it) en 2006. 

## Description
Il est possible de créer un site web avec PHP, une base de données MySQL et un accès FTP.
La création d'un site web est gratuite et il n'est pas obligatoire par défaut de mettre des bannières publicitaires sur les sites web hébergés. Cependant, des fonctions supplémentaires telles que le trafic mensuel ou l'ajout d'espace supplémentaire initialement de 500 mo nécessitent l'ajout de publicités.
Les revenus publicitaires sont partagés entre le webmestre et la plateforme, le premier recevant des bénéfices proportionnels à la quantité de bannières et aux nombres de clics effectués dessus.
La plateforme propose 10 Go de bande passante mensuelle.
Les sites considérés inactifs sont supprimés.
Depuis l'étranger, seule la création de blog est possible.

## Accueil
Selon The Italian Times, l'outil de création de site de la plateforme, AlterPages est facile à prendre en main également pour les personnes n'étant pas expertes en langages informatique. Il est aussi adapté pour créer des petits sites web comme des cursus professionnels, des présentations d'entreprises ou des mini-sites consacrés aux intérêts et passe-temps d'une personne.
La plateforme comptait, en octobre 2018, plus de 600 000 blogs actifs et 12,6 millions d'utilisateurs mensuels.